# Weltgipfel für nachhaltige Entwicklung 2015
Der Weltgipfel für nachhaltige Entwicklung 2015 (engl. United Nations Sustainable Development Summit 2015, auch UN-Nachhaltigkeitsgipfel) der Vereinten Nationen (United Nations Organization, UNO) fand vom 25. bis 27. September 2015 an ihrem Hauptsitz in New York statt.
Er diente unter anderem der Vorbereitung der UN-Klimakonferenz in Paris 2015 im Dezember des gleichen Jahres.

## Redner (Auswahl)
- Angela Merkel, deutsche Bundeskanzlerin[1]
- Papst Franziskus: er rief unter anderem zu einem Stopp der Umweltzerstörung auf.[2]

## Ergebnisse
Die 193 aktuellen Mitgliedsstaaten verabschiedeten einstimmig die Sustainable Development Goals (Nachhaltige Entwicklungsziele) 2030: Es wurden 17 Nachhaltigkeitsziele festgelegt, die die Entscheidungen der Staaten in den kommenden Jahren lenken sollen.
1. Armut in allen ihren Formen und überall beenden
2. Den Hunger beenden, Ernährungssicherheit und eine bessere Ernährung erreichen und eine nachhaltige Landwirtschaft fördern
3. Ein gesundes Leben für alle Menschen jeden Alters gewährleisten und ihr Wohlergehen fördern
4. Inklusive, gleichberechtigte und hochwertige Bildung gewährleisten und Möglichkeiten lebenslangen Lernens für alle fördern
5. Geschlechtergleichstellung erreichen und alle Frauen und Mädchen zur Selbstbestimmung befähigen
6. Verfügbarkeit und nachhaltige Bewirtschaftung von Wasser und Sanitärversorgung für alle gewährleisten
7. Zugang zu bezahlbarer, verlässlicher, nachhaltiger und moderner Energie für alle sichern
8. Dauerhaftes, inklusives und nachhaltiges Wirtschaftswachstum, produktive Vollbeschäftigung und menschenwürdige Arbeit für alle fördern
9. Eine widerstandsfähige Infrastruktur aufbauen, inklusive und nachhaltige Industrialisierung fördern und Innovationen unterstützen
10. Ungleichheit in und zwischen Ländern verringern
11. Städte und Siedlungen inklusiv, sicher, widerstandsfähig und nachhaltig gestalten
12. Nachhaltige Konsum- und Produktionsmuster sicherstellen
13. Umgehend Maßnahmen zur Bekämpfung des Klimawandels und seiner Auswirkungen ergreifen
14. Ozeane, Meere und Meeresressourcen im Sinne nachhaltiger Entwicklung erhalten und nachhaltig nutzen
15. Landökosysteme schützen, wiederherstellen und ihre nachhaltige Nutzung fördern, Wälder nachhaltig bewirtschaften, Wüstenbildung bekämpfen, Bodendegradation beenden und umkehren und dem Verlust der biologischen Vielfalt ein Ende setzen
16. Friedliche und inklusive Gesellschaften für eine nachhaltige Entwicklung fördern, allen Menschen Zugang zur Justiz ermöglichen und leistungsfähige, rechenschaftspflichtige und inklusive Institutionen auf allen Ebenen aufbauen
17. Umsetzungsmittel stärken und die Globale Partnerschaft für nachhaltige Entwicklung mit neuem Leben erfüllen[4]